# Rezerwat przyrody Mechowisko Krąg
Rezerwat przyrody Mechowisko Krąg – torfowiskowy rezerwat przyrody położony na terenie gminy Stara Kiszewa w powiecie kościerskim (województwo pomorskie).
Obszar chroniony utworzony został 25 maja 2016 r. na podstawie Zarządzenia Regionalnego Dyrektora Ochrony Środowiska w Gdańsku z dnia 12 kwietnia 2016 r. w sprawie uznania za rezerwat przyrody „Mechowisko Krąg” (Dz. Urz. Woj. Pom. 2016.1767). Rezerwat stworzono na skutek wniosku Klubu Przyrodników, który realizował już wcześniej działania ochrony czynnej tego obszaru dofinansowane z funduszy unijnych.
Rezerwat obejmuje 3,81 ha powierzchni na terenie obrębu ewidencyjnego Konarzyny (część działki ewidencyjnej nr 554), jest otoczony przez otulinę o powierzchni 17,07 ha. Obszar chroniony położony jest w całości w obrębie obszarów Natura 2000 „Bory Tucholskie” PLB220009 i „Jezioro Krąg” PLH220070.
Celem ochrony jest „zachowanie ekosystemu torfowiska alkalicznego z unikatową florą mchów i roślin naczyniowych”. Chronione jest torfowisko, będące dawniej zatoką jeziora Krąg, jednak większa jego część znajduje się na terenie otuliny w rękach właścicieli prywatnych, którzy nie chcieli odstąpić gruntów. Wśród występujących gatunków są m.in. skalnica torfowiskowa (Saxifraga hirculus), a także ptaki błotno-wodne, które znajdują tu ostoję.
Na mocy obowiązującego planu ochrony ustanowionego w 2018 roku, obszar rezerwatu objęty jest ochroną czynną.